# Joana Abrines
Joana Abrines (Inca, Baleares, 1984) es una poeta, música y periodista española.
Joana Abrines es licenciada en periodismo por la Universidad Complutense de Madrid y la de São Paulo, y cuenta con un posgrado en guion televisivo para programas de humor y entretenimiento. Trabaja en el Centro de Cultura Contemporánea de Barcelona, y allí, entre otras cosas, ha traído la documentación audiovisual de la exposición Pantalla Global, la programación de Canal Alfa del festival de literatura amplificada Kosmopolis. En la actualidad está encargada de la producción del programa televisivo “Soy Cámara”,  coproduicdo por el Centro de Cultura Contemporánea de Barcelona (CCCB) y TVE.
Su faceta de poeta se ha visto reconocida al ganar, en 2010, el premio E-poemas de La Vanguardia con el videopoema I’Marte. Además, en este mismo año autopublica el poemario ilustrado y musicado “Poseía Poesía” con Joan Garau, con quien forma el colectivo Impar3en1. Además parte de su obra forma parte de varias antologías como por ejemplo “Caldo de Cultivo”, “El Comecuentos” y “Anónimos 2.0”.  También es una de las poetas compiladas al documental Somos Ellas, en la web-serie Disertando a la hora del postre, y en el Festival Nuevas Realidades Videopolíticas. También es co-coordinadora del Escaparate de Poesía del Espacio Mallorca, con Maria Antònia Massanet, colabora mensualmente en el programa radiofónico La Inercia y además, reúne contenidos de y temas relacionados con arte y literatura, poemas, escritos breves y, inclusivo, reflexiones personales a la bitácora.